# Coumères
Les Coumères sont une équipe de rugby à XV belge évoluant en division 1 du Championnat de Belgique féminin de rugby à XV et basée à Frameries.
Elle constitue la section féminine du Rugby Club Frameries.

## Palmarès
- Championnat de Belgique féminin de rugby à XV (2)
  - Championne : 2009, 2010
  - Vice-championne : 2008, 2011

- Coupe de Belgique féminine de rugby à XV
  - Championne : 2019